# One Way Ticket to Hell... And Back
One Way Ticket to Hell... And Back is het tweede en laatste album van de Engelse rockband The Darkness. Het album kwam uit op 28 november 2005.
Tijdens het maken van het album was er aardig wat spanning tussen de bassist Frankie Poullain en de rest van de band, hetgeen als gevolg had dat Frankie Poullain tijdens het opnemen van het album uit de band stapte. Over de reden van Frankie's vertrek en het conflict lopen de versies en meningen van de band en Frankie zeer uiteen.
Omdat Frankie Poullain de band verliet tijdens de opnamen, is een groot gedeelte van de baspartijen op het album gespeeld door gitarist Dan Hawkins en nam Richie Edwards (op dat moment de gitaartechnicus van de band) de rol van bassist over tijdens de op het album volgende tours.
De eerste single van het album, titelnummer One Way Ticket, bereikte in Engeland de top 10, evenals het nummer Is It Just Me?
Het album ontving zeer uiteenlopende recensies. Door sommigen werd het het beste album van 2005 genoemd, door anderen de slechtste en duurste muziekgrap ter wereld.

## Nummers
1. "One Way Ticket" – 4:28 (Hawkins / Hawkins / Poullain)
2. "Knockers" – 2:45 (Hawkins / Hawkins / Poullain)
3. "Is It Just Me?" – 3:07 (Hawkins / Hawkins / Poullain)
4. "Dinner Lady Arms" – 3:18
5. "Seemed Like a Good Idea at the Time" – 3:46 (Hawkins / Hawkins / Poullain)
6. "Hazel Eyes" – 3:27
7. "Bald" – 5:33 (Hawkins / Hawkins / Ed Graham)
8. "Girlfriend" – 2:35
9. "English Country Garden" – 3:08
10. "Blind Man" – 3:25

Alle muziek en tekst door Justin Hawkins en Dan Hawkins, tenzij anders aangegeven.

## B-sides
- "Grief Hammer"
- "Wanker"
- "Shit Ghost"
- "Shake (Like a Lettuce Leaf)"

## Singles
- One Way Ticket to Hell... And Back (14 november 2005)
- Is It Just Me? (20 februari 2006)
- Girfriend (22 mei 2006)

## Video's
Van de nummers One Way Ticket to Hell... And Back, Is It Just Me? en Girfriend zijn videoclips gemaakt.